# 洪頤煊
洪頤煊（1765年—1837年），字旌賢，號筠軒，晚號倦舫老人，临海（今浙江省临海市）人，清朝作家。
乾隆三十年（1765年）出生。少時苦志力學，與兄洪坤煊、弟洪震煊讀書於僧寮，“夜每借佛燈圍座，談經不輟。”嘉慶二年（1797年），两广总督阮元視學台州，洪家兄弟受到阮元提攜，親書“鄂不館”扁額以贈，就讀於杭州敷文書院和詁經精舍，人稱“大洪、小洪”，又助阮元校對《經籍纂詁》，並與臧鏞堂、丁傑等人切磋學問。臧鏞堂稱“大洪淵博，小洪精銳”。嘉慶六年（1801年）拔貢，入山東督糧道孫星衍幕，孫星衍稱：“临海洪氏兄弟多才俊”。道光八年（1828年），自广东辞官回乡，筑小停云山馆，藏书3万餘卷，碑版2000餘件，钟彝、书画等甚多，皆自撰目录，潛心研讀，著述甚豐。道光十七年（1837年）卒，年七十三。有《尚书洪范五行传论集本》、《汉志水道疏注证》、《诸史考异》、《台州札记》十二卷、《读书丛录》二十四卷、《筠轩诗钞》四卷、《筠轩文钞》八卷等，又辑有《经典集林》32卷。

## 延伸阅读
[在维基数据编辑]
 在维基文库阅读此作者作品
 《清史稿/卷486》，出自趙爾巽《清史稿》